# Казённый участок № 4
Казённый участок № 4 — исчезнувшее селение (хутор) в Красноперекопском районе Республики Крым, включённое в состав Тихоновки.

## История
Первое документальное упоминание селения встречается в Статистическом справочнике Таврической губернии. Ч.II-я. Статистический очерк, выпуск пятый Перекопский уезд, 1915 год, согласно которому в деревне Казённый участок № 4 при Старом и Красном озёрах Воинской волости Перекопского уезда числилось 10 дворов с русским населением в количестве 53 человек приписных жителей.
После установления в Крыму Советской власти, по постановлению Крымревкома от 8 января 1921 года № 206 «Об изменении административных границ» была упразднена волостная система, Перекопский уезд переименовали в Джанкойский, в котором был образован Ишуньский район, в состав которого включили село, а в 1922 году уезды получили название округов. 11 октября 1923 года, согласно постановлению ВЦИК, в административное деление Крымской АССР были внесены изменения, в результате которых округа были отменены, Ишуньский район упразднён и село вошло в состав Джанкойского района. Согласно Списку населённых пунктов Крымской АССР по Всесоюзной переписи 17 декабря 1926 года, на хуторе Казённый участок № 4, Ишуньского сельсовета Джанкойского района, числилось 17 дворов, все крестьянские, население составляло 103 человека, из них 102 украинца и 1 русский. Постановлением ВЦИК от 30 октября 1930 года был восстановлен Ишуньский район (есть данные, что 15 сентября 1931 года и село включили в его состав. На километровой карте РККА 1941 года в Тихоновке (она же 4-й Казенный участок) обозначено 35 дворов. Указом Президиума Верховного Совета РСФСР от 18 мая 1948 года, 4-й Казенный участок и Тихоновку объединили и переименовали в Тихоновку.